# Дихало

Будова голови кашалота. Дихало позначене як blowhole

Дихало — отвір у верхній частині голови китоподібних ссавців, крізь який вони дихають; видозмінені ніздрі. Одне у зубатих китів або два у вусатих.
Цей отвір гомологічний до ніздрів інших ссавців. Еволюційно ніздрі примітивних китоподібних поступово перемістилися з переду морди наверх, щоб бути придатними до життя у воді.
Коли кити піднімаються до поверхні води, вони виштовхують повітря крізь дихало. Викидається не тільки повітря, але й слиз та вуглекислий газ, які накопичуються при зануренні. Зазвичай, через те, що повітря над водою має нижчий тиск і нижчу температуру, водяна пара видиху скраплюється, утворюючи помітний фонтан. Також фонтан може утворюватися з води, яка лишається над дихалом.
Повітряні мішки під дихалом дозволяють китам за рахунок вивільнення повітря видавати звуки для спілкування і, в деяких видів, ехолокації.
Трахея китоподібних з'єднана тільки з дихалом, і не з'єднана зі стравоходом, як у більшості інших ссавців. Тому вони можуть вільно розкривати рот під водою, оскільки не дихають ним. 

## Різноманіття серед китоподібних
Китовиді мають два дихала у формі латинської літери V, гостряком вперед.
Зубаті кити мають одне дихало, утворене лівою ніздрею на середній осі тіла. Переважно воно має форму півмісяця, кінці якого вказують вперед. Лише деякі зубаті кити мають дихала інших форм і в інших місцях.
Кашалоти мають дихало у формі витягнутої латинської літери S, на лівому передньому куті голови. У когій дихало на верхівці голови, але теж зміщене вліво.